# Loret (familie)

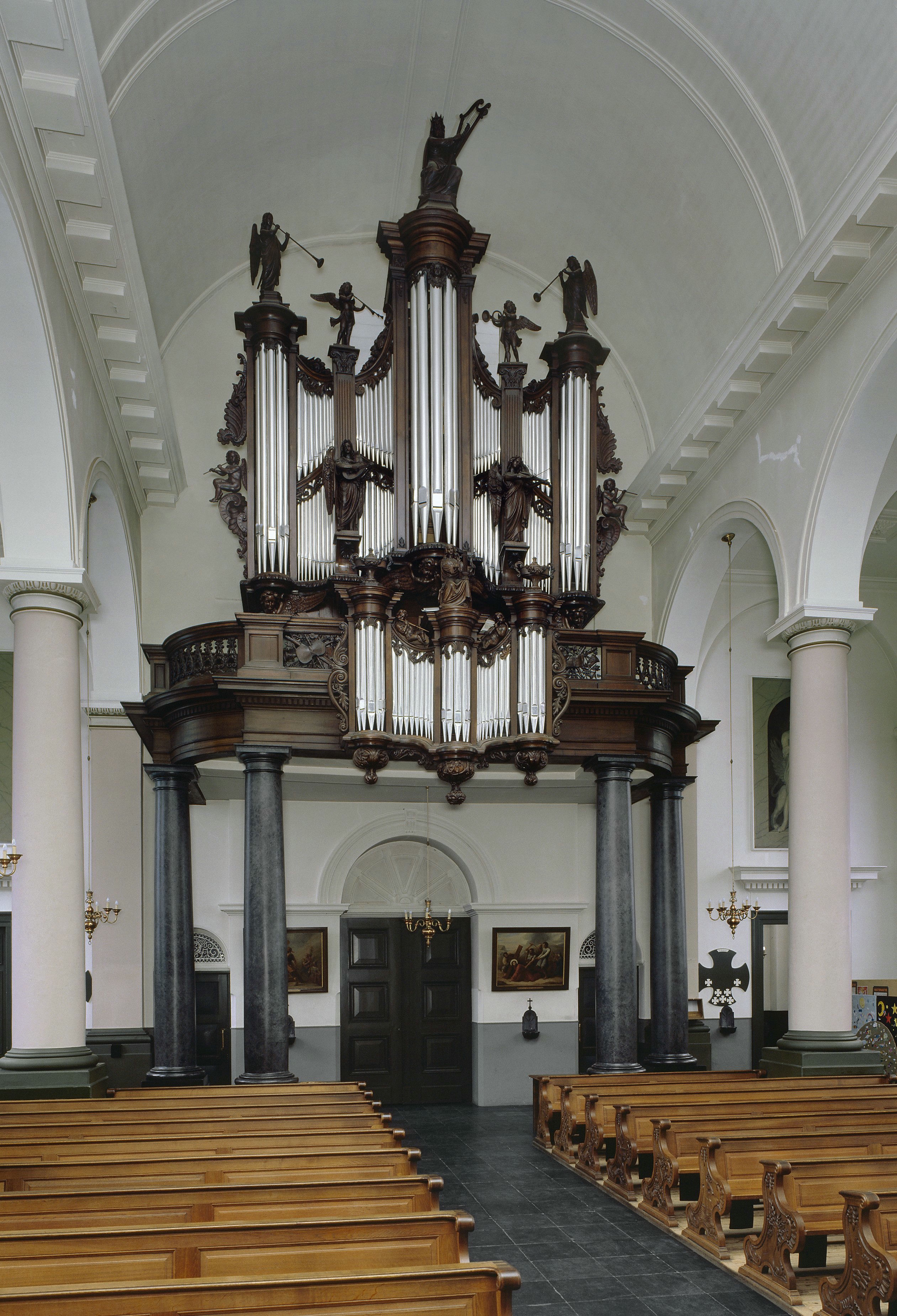
Orgel uit 1868 van François-Bernard Loret in de Sint-Lambertuskerk (Udenhout)

De familie Loret is een Vlaams geslacht van orgelbouwers, afkomstig uit Dendermonde.
In Vlaanderen zijn vooral de broers François-Bernard Loret (1808-1877) en Hippolyte Loret (1810-1879) vermeldenswaardig.  Ze vertegenwoordigen elk één bepaalde richting waarin het romantisch geïnspireerde orgel zich in de tweede helft van de 19de eeuw zou ontwikkelen.

## Jean-Joseph Loret
Jean-Joseph Loret (1757-1847) is de stamvader en een beiaardier te Dendermonde.  Hij kreeg zijn muzikale opleiding van zijn oom Jan-Antoon, organist en beiaardier te Diksmuide en zijn grootvader Antoon (1705, Halen - 1792, Dendermonde) te Dendermonde.

## François-Bernard Loret (1808-1877)
François-Bernard Loret werd in Dendermonde geboren. Samen met zijn jongere broer Hippolyte zorgde François-Bernard voor het hoogtepunt in de orgelbouwkunde van de familie Loret.  François leerde al op jonge leeftijd het ambacht in het atelier van zijn vader in Dendermonde. Daar werkte ook zijn broer Hippolyte. François vestigde zich als zelfstandig orgelbouwer te Sint-Niklaas, waar hij van 1832 tot 1839 samenwerkte met zijn schoonbroer Henri Vermeersch (1815-1886). Deze samenwerking verklaart zijn manier van signeren op een aantal orgels: François Loret-Vermeersch.
Eind 1856 verhuisde Loret naar Mechelen. Daar stichtte hij de Manufacture d'orgues d'église F. Loret Malines. Loret genoot spoedig in binnen- en buitenland een groot aanzien omwille van zijn talrijke uitvindingen inzake orgelmechaniek en pneumatiek. Hij ontving hiervoor veel buitenlandse onderscheidingen. Dankzij zijn uitvindingen werden zowel de kwaliteit als de prijs verbeterd.
Men mag aannemen dat vanaf ca. 1850 ook zijn zoon Camille Loret in het bedrijf meewerkte. Na zijn vaders dood in 1877 leverde hij nog enkele grote werken af. Daarna namen zijn activiteiten af.

### Orgelbouwstijl
François-Bernard was een typische 19de-eeuwse zoeker en vernieuwer. Hij wordt wel eens beschouwd als de eerste orgelbouwer van de romantiek in België.  De richting die de orgelbouw bij hem neemt is eerder tegengesteld aan die van zijn broer Hippolyte. Hij zocht het niet in de richting van het symfonische instrument.  Opgeleid binnen de classicistische orgelbouw wou Loret niet zo extreem werken zoals de opvattingen van Abt Vogler (Georg Joseph Vogler) met zijn orkestraal idioom.  De stijl van François-Bernard Loret moet men omschrijven als een classicistische romantiek, waarbij duidelijke trekken van de oudere Vlaamse orgelstijl zijn aan te wijzen.
In zijn eerste periode, van 1835 tot ongeveer 1850, verkeert de jonge Loret in de fase van de experimenten, theorieën en transmissies.  Vanwege de niet te brede klankbasis van deze orgels en vanwege de vele hoger liggende stemmen kan men de bouwstijl classicistisch noemen.  Loret had hierbij nog het orkest van de Weense Klassieken voor ogen.
Zijn orgels uit de middenperiode - van 1850 tot 1868 - ademen een andere stijl dan de oudere.  Experimenten en transmissies behoren tot het verleden.  Er klinkt een romantischer idioom, met een stevige achtvoets basis en daarnaast kleurstemmen.
In zijn derde periode, vanaf ca. 1868, zet de romantische geest zich verder door.  Zo treden er strijkers in viervoetsligging aan.
De sterke kant van François Loret was niet zozeer een grootse klank, maar juist een subtiliteit in kleinere kleuren die niet gauw verveelt. Afwijkend van de Franse en Duitse romantische orgels, kenmerken Lorets orgels zich door een zeer eigen herkenbare stijl.

### Instrumenten
François-Bernard Loret bouwde in zijn leven meer dan 300 orgels, waaronder één in de kathedraal van Arequipa te Peru, wat hem tot een befaamd, gerespecteerd orgelbouwer maakte.
In Noord-Brabant bevinden zich Loret-orgels te Udenhout (1868), Helvoirt, Vessem (1868), Leende (1863) en Berkel-Enschot. Ook de Heuvelse kerk te Tilburg bezit een dergelijk instrument, uit 1859. Het Udenhoutse orgel wordt beschouwd als het zich nog het meest in de originele staat bevindende Loret-orgel.
Er zijn in Vlaanderen nog maar weinig instrumenten van François-Bernard Loret overgebleven. 
Recent werd in Sint-Blasius-Boekel het orgel erkend als een van de eerste instrumenten van François-Bernard Loret, van ca. 1835. Ook in Doorslaar bevindt zich een orgel uit zijn traditionele beginperiode (1845). In Moregem staat sinds 2005 een instrument van F.B. Loret uit 1850, dat oorspronkelijk gebouwd was voor de oude kerk van Kalfort. Het bevindt zich duidelijk op een kantelpunt van traditie en vernieuwing in de orgelbouw. 
In Vorsen plaatste Loret een orgel met één klavier en tien registers in 1864. 
In Oplinter bevindt zich een Loret-orgel uit 1869. De organist was dermate enthousiast dat hij in een dankbrief schreef: Ik heb de eer aen uw vriendelijk verzoek te beantwoorden, als dat ik zeer content zyn van ons nieuw orgel, aengezien er geene andere redens en zyn, want het is een kostelijk en aengenaem instrument (...) De houten pypen en al wat zich aen het orgel bevindt zyn van het best eiken hout, het mikanik is wonder en goed.

## Hippolyte Loret (1810-1879)
Hippolyte Loret, de jongste zoon, werd bijna even gekend als zijn broer. Hij bouwde ongeveer 450 orgels (onder meer in de Onze-Lieve-Vrouw-ter-Finisterraekerk te Brussel). Hij hechtte veel belang aan de esthetiek van zijn instrument, zowel auditief als visueel. Dankzij hem werd het bedrijf verhuisd naar Parijs. Heel wat andere orgelbouwers genoten hun opleiding bij hem, onder andere Joseph Merklin, Roger Joseph Kerckhoff, de Gebroeders Van Bever en Pereboom & Leijser. De Gebroeders Van Bever moet men als zijn opvolgers beschouwen.

### Orgelbouwstijl
Hippolytes bouwstijl wijkt in veel opzichten af van die van zijn oudere broer François-Bernard. Hippolyte was wellicht minder een zoeker en vernieuwer en meer zuidelijk gericht dan zijn broer. Hij werd een van de belangrijkste vertegenwoordigers van het symfonische orgeltype in België.

### Instrumenten
Enkele van zijn belangrijkste werken:
- 1849-1856: Brussel, Onze-Lieve-Vrouw van Finisterraekerk, gerestaureerd in 1999
- 1854-1859: Abdij van Averbode: op dat moment het grootste romantische orgel in België. Bevindt zich in originele staat, maar kan in afwachting van een restauratie niet meer bespeeld worden.